# Abdulbasit Hindi
Abdulbasit Ali al-Hindi (arabisch عبدالباسط علي الهندي; * 2. Februar 1997 in Dschidda) ist ein saudi-arabischer Fußballspieler.

## Karriere

### Verein
Er begann seine Karriere in der Jugend von al-Ahli und stieg zur Saison 2018/19 in die erste Mannschaft auf.

### Nationalmannschaft
Nach ein paar Freundschaftsspielen mit der U23 von Saudi-Arabien, wobei er in einer Partie die Kapitänsbinde trug, nahm er mit seiner Mannschaft an der Asienmeisterschaft 2020 teil. Im Finale unterlag man Südkorea nach Verlängerung mit 0:1.
Bei den Olympischen Spielen 2020 in Tokio spielte er in allen drei Partien von Anfang an und wurde gegen die deutsche Mannschaft nach 86 Minuten ausgewechselt.